# Adolfo Morello
Adolfo Santiago Morello (Buenos Aires, 7 ottobre 1931) è un ex calciatore argentino.

## Carriera
Ha giocato nel suo paese per il Racing Avellaneda e altre squadre, in Colombia per il Boca Juniors e l'América (entrambe aventi sede a Cali), in Italia per il Padova, con la cui maglia collezionò 3 presenze in Serie A e 2 in Coppa Italia. Dal 1953 al 1954 giocò in Perù per lo Sport Boys Association.